# Tribunal de Casación de Cataluña

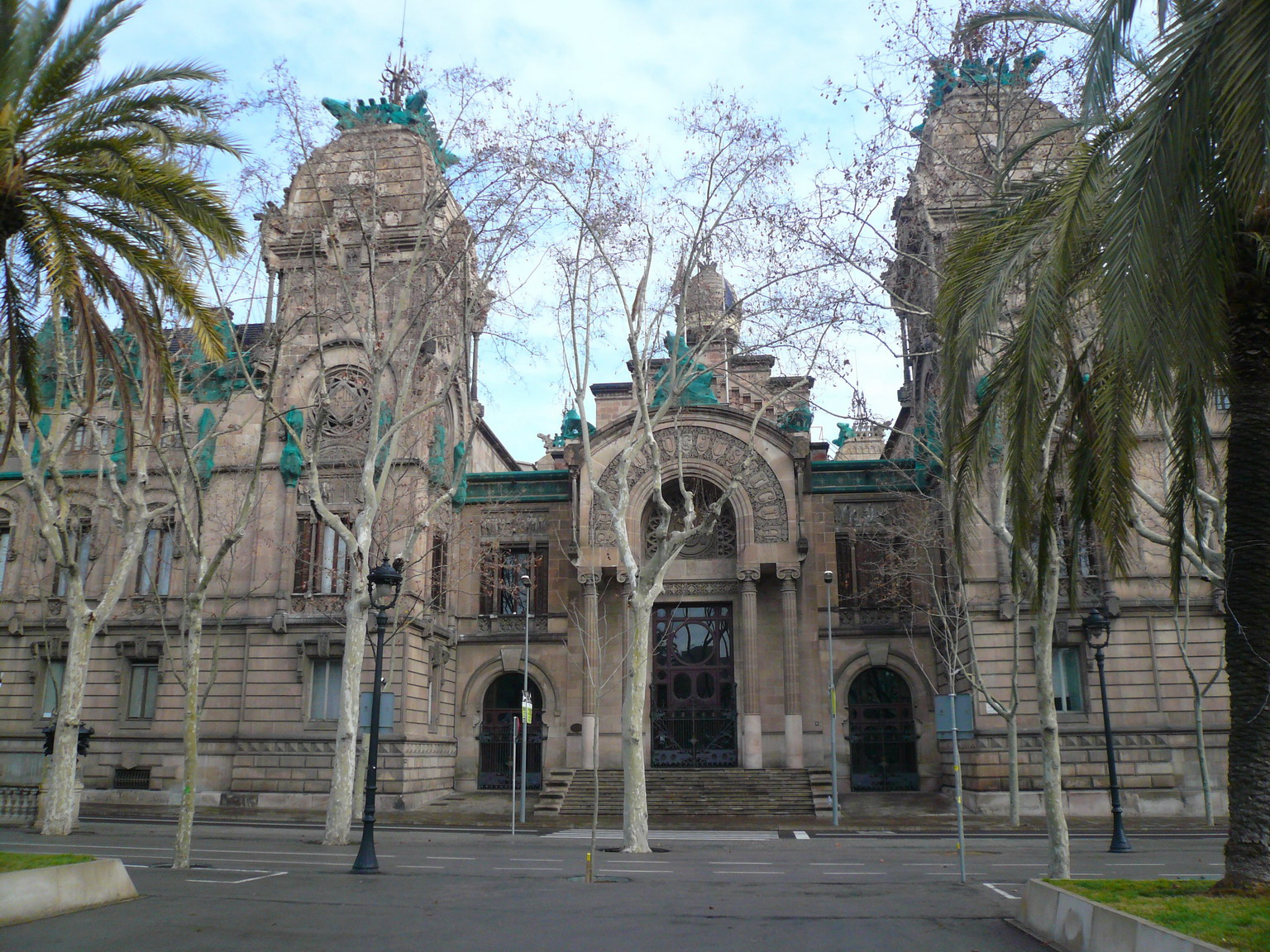
La sede del Tribunal de Casación de Cataluña se encontraba en el Palacio de Justicia de Barcelona.

El Tribunal de Casación de Cataluña constituía la organización judicial de la Generalidad de Cataluña durante la Segunda República Española.

## Historia
Su creación estaba prevista en el artículo 11 del estatuto de autonomía, que establecía que dicho tribunal "tendría jurisdicción sobre las materias civiles y administrativas cuya legislación exclusiva esté atribuida a la Generalidad", pero no fue hasta la promulgación de la ley del 10 de marzo de 1934 creando el Tribunal de Casación de Cataluña que el nuevo organismo vio la luz.
Sus competencias abarcaban asuntos de derecho civil catalán, en el cual era la máxima instancia, y contencioso administrativos. Carecía de sala de lo penal, ya que la Generalidad carecía de competencias en dicho ámbito y tampoco tenía ninguna competencia de tipo político como las atribuidas al Tribunal de Garantías Constitucionales.
El Tribunal sólo tuvo dos presidentes durante sus apenas cinco años de existencia. El primero fue Santiago Gubern (Barcelona, 1875 - 1960). Tras el comienzo de la Guerra Civil, el 22 de julio, sufrió un atentado por parte de milicias anarquistas. Este hecho, sumado a la ocupación del Palacio de Justicia de Barcelona por los anarquistas y la campaña de prensa realizada en su contra por el POUM hizo que huyera del país en septiembre. Gubern fue sustituido por Josep Andreu (Montblanch, 1906 - Madrid, 1993), que ocupó la presidencia hasta el final de la guerra, cuando tuvo que exiliarse. La última sentencia conocida del tribunal fue dictada el 13 de enero de 1939, pocos días antes de la ocupación de la capital catalana por las tropas franquistas.
Si bien las autoridades franquistas ya habían emitido un decreto el 5 de abril de 1938 derogando el estatuto de autonomía de Cataluña con efectos retroactivos al 17 de julio de 1936, no fue hasta el 8 de septiembre de 1939 una nueva ley dejaba "sin efecto las leyes, disposiciones y doctrinas emanadas del Parlamento de Cataluña y el Tribunal de Casación". No fue posible invocar la doctrina emanada del Tribunal de Casación hasta 1984.